# Oryzias matanensis
Oryzias matanensis là một loài cá thuộc họ Adrianichthyidae. Nó là loài đặc hữu của Indonesia.